# Lotfi Tebessi
Lotfi Ben Mohamed El-Tebessi – tunezyjski zapaśnik walczący w obu stylach. Zajął czwarte miejsce na igrzyskach śródziemnomorskich w 1993 i szóste w 1991. Brązowy medalista mistrzostw Afryki w 1990 i szósty w 1992. Drugi i trzeci na igrzyskach panarabskich w 1992 roku.